# تارپیانیوکی
تارْپیانْیوکی (انگلیسی: Tarpianjoki) رودخانه‌ای در پیرکانما، فنلاند است.